# Wilfred Baddeley

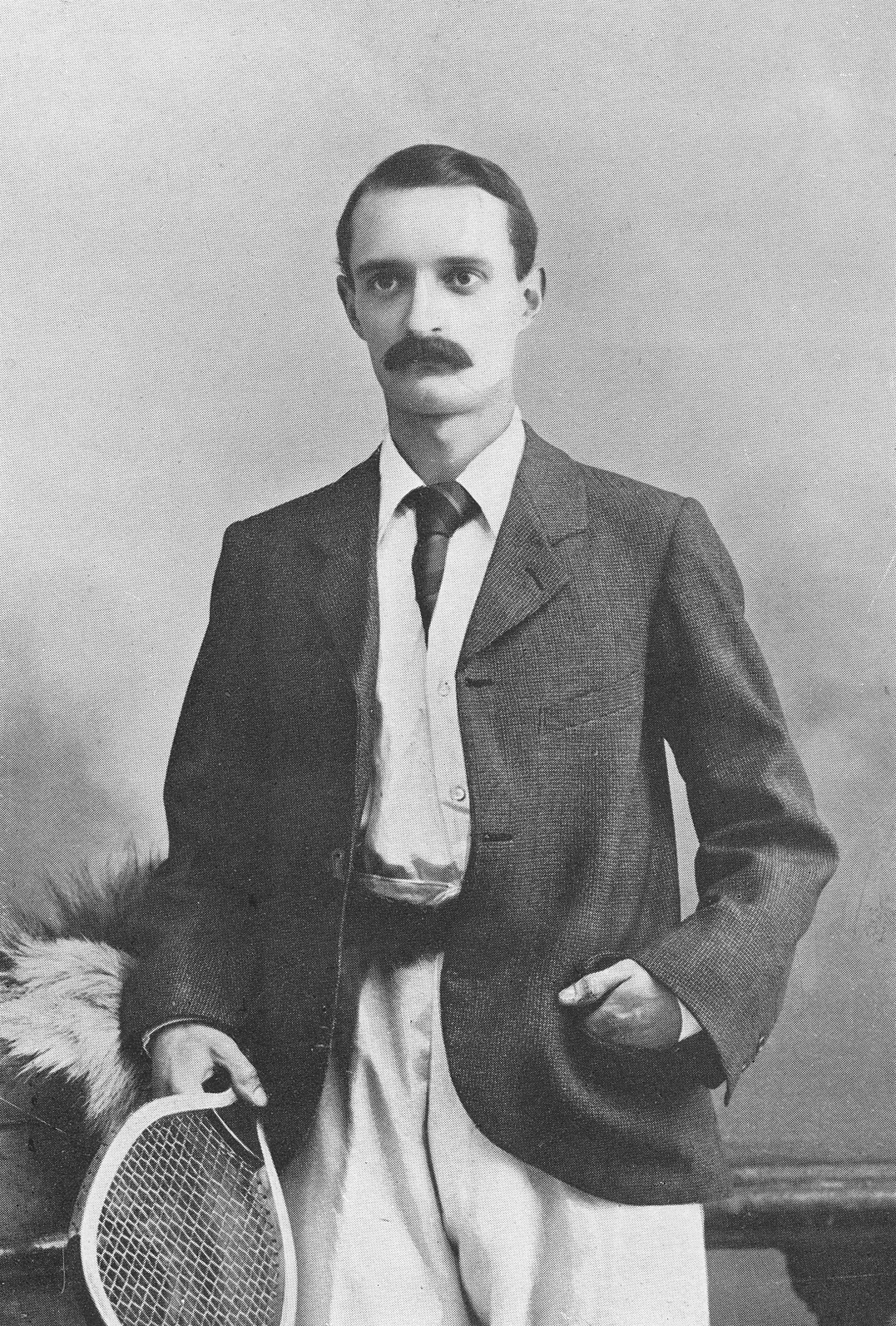
Wilfred Baddeley (1895)

Wilfred Baddeley (Bromley, Londres, Inglaterra, 11 de enero de 1872-Menton, Francia, 24 de enero de 1929) fue un tenista inglés.

## Carrera
Venció en el campeonato de Wimbledon en 3 ocasiones en el siglo XIX. En 1895 ganó en la final a Wilberforce Eaves (All Comers), y en los años 1891 y 1892 frente a Joshua Pim. En 1890 perdió en la final contra Willoughby Hamilton.
En la categoría de dobles ganó junto a su hermano gemelo, Herbert Baddeley las ediciones de 1891, 1894, 1895 y 1896.